# Trichoncus auritus
Trichoncus auritus är en spindelart som först beskrevs av Ludwig Carl Christian Koch 1869.  Trichoncus auritus ingår i släktet Trichoncus och familjen täckvävarspindlar. Inga underarter finns listade i Catalogue of Life.